# Hanspeter Latour
Hanspeter Latour (Thun, 4 juni 1947) is een Zwitserse voetbalcoach die onder contract staat bij Grasshopper-Club Zürich.
Latour begon zijn voetballoopbaan als doelman bij onder meer Young Boys Bern en FC Thun. In 1983 beëindigde hij zijn loopbaan als speler. Op dat moment was hij echter al enkele jaren speler-coach bij FC Thun, waar hij de dubbele functie vanaf 1978 vervulde.
Nadat hij zijn carrière als doelman stopzette vertrok hij ook als coach bij FC Thun, waarna hij een contract tekende bij FC Solothurn dat in de lagere regionen van het Zwitserse voetbal bivakkeerde. Bij deze club bleef hij dertien jaar aan als trainer om ein 1996 te vertrekken. In het seizoen 1997/1998 werd hij assistent-trainer bij Grasshopper-Club Zürich, waar hij na één seizoen weer zou vertrekken om hoofdtrainer te worden bij FC Baden.
Ook bij Baden bleef hij één seizoen en zijn volgende club was FC Wil. Ook hier was hij hoofdtrainer en hield hij het binnen twaalf maanden voor gezien. Bij FC Basel kon hij in 2000 aan de slag als assistent-trainer. Wederom wilde het niet vlotten en vertrok hij zoals hij bij de voorgaande verenigingen ook deed na één seizoen.
Hij begon aan zijn tweede periode bij FC Thun, waar hij in de zomer van 2001 werd aangenomen als hoofdtrainer. Met deze club promoveerde hij drie maal op rij vanaf de amateurdivisie naar de Axpo Super League. Nadat hij FC Thun ook in de Axpo Super League naar de koppositie leidde, trok Grasshopper Club Zürich aan de bel. Bij deze club kon hij dit keer wel als hoofdtrainer aan de slag. Hier wekte Latour de interesse van 1. FC Köln, waar hij op 2 januari 2006 een contract tekende. In het seizoen 2006/2007 probeerde hij met FC Köln in de Duitse Bundesliga terug te keren. In het seizoen 2007-2008 werd hij trainer van Grasshopper-Club Zürich.